# Petr Reček
Petr Reček (* 19. září 1959) byl český politik za Občanskou demokratickou stranu, po sametové revoluci československý poslanec Sněmovny lidu Federálního shromáždění.

## Biografie
Ve volbách roku 1992 byl zvolen za ODS, respektive za koalici ODS-KDS, do Sněmovny lidu (volební obvod Praha). Ve Federálním shromáždění setrval do zániku Československa v prosinci 1992.
V živnostenském rejstříku je evidován bytem Praha. V komunálních volbách roku 1994 byl za ODS zvolen do zastupitelstva městské části Praha 14. Mandát obhájil v komunálních volbách roku 1998. Profesně se uvádí jako podnikatel. V letech 1996-1998 byl starostou městské části Praha 14.